# Heorot
Heorot, Rogacz – dwór królów duńskich z przełomu V i VI wieku opisany w Beowulfie, wzmiankowanego również w poemacie Widsith. Nazwa Heorot w języku staroangielskim oznacza jelenia. Robert Stiller przełożył ją jako Rogacz. Heorot jest miejscem akcji większości Beowulfa. Akcja eposu osnuta jest wokół pojawienia się potwora Grendla, który zburzył spokój panującego w dworze króla Hrodgara. Ratunek Danom przyniosło dopiero przybycie Beowulfa, który zgładził najpierw Grendla, a potem jego matkę.